# Herb Encampu

Herb Encampu

Herb Encampu przedstawia na rombowej tarczy czerwony (purpurowy) pas, dzielący tarczę na dwa pola. W polu górnym błękitnym znajdują się srebrne góry, a w polu dolnym  błękitnym dwa złote klucze. Nad tarczą siedem złotych gwiazd.
Herb przyjęty został 28 października 1991 roku. Gwiazdy nad tarczą symbolizują parafie Andory. Środkowa większa gwiazda to parafia Encamp leżąca w środku Andory. Klucze to symbol św. Piotra, pochodzą z fresku w kościele Santa Roma de Les Bons. Purpurowy pas - to szlachetność, kultura i duchowość mieszkańców. Góry to górskie położenie parafii.